# Srbobran
Srbobran (serbocroata cirílico: Србобран; húngaro: Szenttamás) es un municipio y villa de Serbia perteneciente al distrito de Bačka del Sur de la provincia autónoma de Voivodina.
En 2011 su población era de 16 317 habitantes, de los cuales 12 009 vivían en la villa y el resto en las 2 pedanías del municipio. La mayoría de los habitantes del municipio son serbios (10 703 habitantes), con una importante minoría de magiares (3387 habitantes).
Se conoce la existencia de la localidad desde 1338, cuando se menciona en documentos del reino de Hungría con el nombre de Sentomas (literalmente "Santo Tomás"), en referencia a un monasterio que albergaba. Los invasores otomanos destruyeron tanto el pueblo como el monasterio en el siglo XVI, por lo que sus habitantes magiares huyeron a la Hungría de los Habsburgo. En las décadas posteriores bajo el dominio otomano, el asentamiento fue reconstruido por serbios. Tras reconquistar Hungría la zona a los otomanos en el siglo XVII, el área fue repoblada tanto por magiares procedentes del norte como por serbios procedentes del sur. A principios del siglo XX los magiares formaban casi la mitad de la población, pero el equilibrio con los serbios se rompió en 1944, cuando el Ejército Rojo y los partisanos yugoslavos asesinaron a dos mil civiles magiares en venganza por la invasión húngara de la zona.
Se ubica sobre la carretera 100, unos 20 km al norte de Novi Sad.

## Pedanías
- Nadalj
- Turija